# USS Weber (DE-675)
USS Weber (DE-675/APD-75) là một tàu hộ tống khu trục lớp Buckley được Hải quân Hoa Kỳ chế tạo trong Chiến tranh Thế giới thứ hai. Tên nó được đặt theo Trung úy Hải quân Frederick T. Weber (1916–1942), phi công thuộc Liên đội Ném bom VB-6 phục vụ trên tàu sân bay Enterprise (CV-6), đã tử trận trong Trận Midway vào ngày 4 tháng 6, 1942 và được truy tặng Huân chương Chữ thập Hải quân. Nó đã phục vụ trong chiến tranh cho đến năm 1944, khi được cải biến thành một tàu vận chuyển cao tốc mang ký hiệu lườn APD-75, và tiếp tục phục vụ cho đến khi chiến tranh kết thúc; nó xuất biên chế năm 1947 và bị đánh chìm như mục tiêu năm 1962. Weber được tặng thưởng một Ngôi sao Chiến trận do thành tích phục vụ trong Thế Chiến II.

## Thiết kế và chế tạo
Những chiếc thuộc lớp tàu hộ tống khu trục Buckley có chiều dài chung 306 ft (93 m), mạn tàu rộng 37 ft 1 in (11,30 m) và độ sâu mớn nước khi đầy tải là 11 ft 3 in (3,43 m). Chúng có trọng lượng choán nước tiêu chuẩn 1.400 tấn Anh (1.400 t); và lên đến 1.740 tấn Anh (1.770 t) khi đầy tải. Hệ thống động lực bao gồm hai turbine hơi nước General Electric công suất 13.500 mã lực (10.100 kW), dẫn động hai máy phát điện công suất 9.200 kilôwatt (12.300 hp) để vận hành hai trục chân vịt;  công suất 12.000 hp (8.900 kW) cho phép đạt được tốc độ tối đa 23 kn (26 mph; 43 km/h), và có dự trữ hành trình 6.000 nmi (6.900 mi; 11.000 km) khi di chuyển ở vận tốc đường trường 12 kn (14 mph; 22 km/h).
Vũ khí trang bị bao gồm ba pháo 3 in (76 mm)/50 cal trên tháp pháo nòng đơn có thể đối hạm hoặc phòng không, một khẩu đội 1,1 inch/75 caliber bốn nòng và tám pháo phòng không Oerlikon 20 mm. Vũ khí chống ngầm bao gồm một dàn súng cối chống tàu ngầm Hedgehog Mk. 10 (có 24 nòng và mang theo 144 quả đạn); hai đường ray Mk. 9 và tám máy phóng K3 Mk. 6 để thả mìn sâu. Khác biệt đáng kể so với lớp Evarts dẫn trước là chúng có thêm ba ống phóng ngư lôi Mark 15 21 inch (533 mm). Thủy thủ đoàn đầy đủ bao gồm 186 sĩ quan và thủy thủ.
Weber được đặt lườn tại xưởng tàu Fore River Shipyard của hãng Bethlehem Shipbuilding Company tại Quincy, Massachusetts vào ngày 22 tháng 2, 1943. Nó được hạ thủy vào ngày 1 tháng 5, 1943; được đỡ đầu bởi bà Matt A. Walsh, mẹ Trung úy Weber, và nhập biên chế vào ngày 30 tháng 6, 1943 dưới quyền chỉ huy của Hạm trưởng, Trung tá Hải quân Rollo Neil Norgaard.

## Lịch sử hoạt động

### Mặt trận Đại Tây Dương
Sau khi hoàn tất việc trang bị, Weber rời Provincetown, Massachusetts vào ngày 23 tháng 7, 1943 cho chuyến đi chạy thử máy huấn luyện tại khu vực Bermuda, và sau khi hoàn tất nó trở lên phía Bắc, đi đến Boston, Massachusetts vào ngày 21 tháng 8 để được sửa chữa sau chạy thử máy. Nó lại rời Boston để tiếp tục huấn luyện chống tàu ngầm ngoài khơi New London, Connecticut trong nhiều ngày trước khi đi đến New York.
Weber rời New York vào ngày 5 tháng 9 để hộ tống một đoàn tàu vận tải vượt Đại Tây Dương, đi đến Londonderry, Bắc Ireland an bình vào ngày 16 tháng 9. Nó ở lại cảng này cho đến ngày 21 tháng 9, lên đường cho hành trình quay trở về và kết thúc chuyến đi tại St. John's, Newfoundland vào ngày 1 tháng 10. Con tàu tiếp tục đi đến New York và được bảo trì trong mười ngày tại Xưởng hải quân Brooklyn.
Đến giữa tháng 10, Weber hộ tống một đoàn tàu vận tải đi từ cảng New York đến đảo Curaçao thuộc Hà Lan ngoài khơi bờ biển Venezuela. Đi đến Willemstad vào ngày 24 tháng 10, nó ở lại đây trong năm ngày chờ đợi việc hình thành một đoàn tàu vận tải vượt Đại Tây Dương. Nhóm tàu Đồng Minh này khởi hành từ Curaçao vào ngày 29 tháng 10 để hướng sang vùng quần đảo Anh, đi đến Londonderry vào ngày 11 tháng 11.
Từ đó cho đến tháng 8, 1944, Weber còn thực hiện thêm sáu chuyến hộ tống vận tải khứ hồi vượt Đại Tây Dương giữa New York và Londonderry. Nhiều lần trên đường đi, nó và các tàu hộ tống khác đã phát hiện qua sonar và radar những mục tiêu nghi ngờ là tàu ngầm U-boat đối phương. Thay vì tấn công mục tiêu bằng mìn sâu, các tàu hộ tống giờ đây hướng mọi cố gắng vào việc dẫn đường các tàu vận tải và tàu buôn né tránh tàu ngầm đối phương, đồng thời thông báo vị trí tàu ngầm địch cho các đội đặc nhiệm chuyên tìm-diệt tàu ngầm. Vì vậy con tàu không có được ánh hào quang của những chiến công xác nhận tiêu diệt tàu ngầm địch, nhưng đã hoàn thành vai trò bảo vệ an toàn các đoàn tàu vận tải.
Rời Londonderry lần cuối cùng vào ngày 7 tháng 8, 1944, Weber hộ tống đoàn tàu vận tải quay trở về an toàn vào ngày 20 tháng 8, và sau khi được sửa chữa, nó lại làm nhiệm vụ hộ tống vận tải vượt Đại Tây Dương. Tuy nhiên sau khi lực lượng Đồng Minh thực hiện thành công Chiến dịch Overlord đổ bộ lên miền Bắc nước Pháp từ tháng 6, điểm đến của các đoàn tàu giờ đây là các cảng dọc bờ biển Châu Âu. Trong tháng 9, nó hoàn tất một chuyến đi khứ hồi đến Cherbourg, Pháp và quay trở về New York.
Sau nữa tháng được bảo trì và thực hành huấn luyện, Weberđi đến Norfolk, Virginia để tham gia hộ tống một đoàn tàu vận tải hướng sang Bắc Phi và Địa Trung Hải, rồi lên đường vào ngày 21 tháng 10. Đang trên đường hướng đến Gibraltar, nó cứu giúp thủy thủ đoàn một tàu đánh cá Bồ Đào Nha bị hư hại nặng bị hư hại nặng do va chạm với Weber, khi chiếc tàu hộ tống khu trục đang điều tra một con tàu không rõ nhận dạng; chiếc tàu đánh cá đắm không lâu sau đó. Sau khi đưa các thủy thủ Bồ Đào Nha lên bờ tại Gibraltar, nó tiếp tục cùng đoàn tàu vận tải hướng đến Bizerte, Tunisia, đến nơi vào ngày 12 tháng 11, rồi đi đến Palermo, Sicily để sửa chữa những hư hại do tai nạn va chạm. Gia nhập trở lại đội hộ tống tại Oran, Algeria, nó lên đường cho chặng quay trở về vào ngày 23 tháng 11; nó hộ tống một phần đoàn tàu vận tải tách ra để hướng đến Philadelphia, Pennsylvania, đến nơi vào ngày 10 tháng 12.
Được xếp lại lớp với ký hiệu lườn mới APD-75 vào ngày 15 tháng 12, 1944, trong ba tháng tiếp theo Weber được cải biến thành một tàu vận chuyển cao tốc lớp Charles Lawrence. Trong quá trình cải biến, pháo chính 3-inch được thay bằng pháo 5 inch/38 caliber đa dụng có hiệu quả phòng không lẫn đối hạm, đồng thời dàn hỏa lực phòng không hạng nhẹ yếu kém cũng được tăng cường. Chỗ trống được bố trí thành chỗ nghỉ ngơi cho binh lính được vận chuyển đổ bộ và thiết bị kèm theo. Mục đích của những cải biến này là nhằm sử dụng con tàu tại Mặt trận Thái Bình Dương, nơi sẽ tiến hành nhiều chiến dịch đổ bộ trong thời gian sắp tới.

### Mặt trận Thái Bình Dương
Hoàn tất công việc cải biến vào giữa tháng 3, 1945, Weber chuyển đến Norfolk để huấn luyện thực hành tác xạ và phòng không. Nó khởi hành từ Norfolk vào ngày 14 tháng 4 cho hành trình đi sang khu vực Thái Bình Dương, đi đến Panama vào ngày 19 tháng 4 và băng qua kênh đào Panama vào ngày hôm sau. Sau chặng dừng ngắn tại San Diego, California, con tàu tiếp tục hướng sang khu vực quần đảo Hawaii, đi đến Trân Châu Cảng vào ngày 8 tháng 5, nơi nó được sửa chữa những hư hại sau chuyến đi kéo dài. Vào giữa tháng 5, nó thực hành huấn luyện trinh sát và dọn chướng ngại vật dưới nước tại khu vực Kahoolawe, Maui, cùng Đội UDT (Underwater Demolition Team - đội phá hoại dưới nước) 23. Nó tiếp tục huấn luyện ôn tập và thực hành chống tàu ngầm trước khi rời Oahu vào ngày 24 tháng 5 để hướng sang khu vực Tây Thái Bình Dương. Tiến vào vũng biển đảo san hô Eniwetok vào ngày 1 tháng 6, nó ở lại một ngày để tiếp nhiên liệu trước khi tiếp tục hành trình đi sang Ulithi, đến nơi vào ngày 6 tháng 6.
Rời Ulithi vào ngày 13 tháng 6, Weber hộ tống cho chiếc California (BB-44) đi sang Okinawa, nơi chiếc thiết giáp hạm bắn hải pháo hỗ trợ cho trận chiến dai dẳng trên bộ nhằm chiếm quyền kiểm soát phần phía Nam của hòn đảo. Đơn vị đặc nhiệm đến nơi vào ngày 17 tháng 6, và sau một giai đoạn ngắn tại khu vực neo đậu trong vịnh Hagushi, nó đi đến Kerama Retto để được tiếp nhiên liệu. Đến ngày 25 tháng 6, nó được điều động sang thành phần hộ tống chống tàu ngầm và thủy lôi cho một lực lượng đặc nhiệm bao gồm các thiết giáp hạm California và West Virginia (BB-48), tàu tuần dương hạng nhẹ St. Louis (CL-49) cùng các tàu tuần dương hạng nặng Wichita (CA-45), Tuscaloosa (CA-37), San Francisco (CA-38) và Chester (CA-27). Nó tuần tra tại vùng biển chung quanh Okinawa cho đến ngày  1 tháng 7, bảo vệ các tuyến đường giao thông và tiếp liệu.
Quay trở về vịnh Hagushi trong một tuần từ ngày 1 tháng 7, Weber rời vùng biển quần đảo Ryūkyū vào ngày 8 tháng 7 để hộ tống một đoàn tàu vận tải đi sang quần đảo Mariana. Đi đến Saipan an toàn vào ngày 12 tháng 7, nó tiếp tục hành trình ngay ngày hôm sau để hướng sang Leyte, Philippines, đi đến vịnh San Pedro, vào ngày 17 tháng 7. Trong những tuần lễ tiếp theo, nó thực hành huấn luyện tại khu vực Leyte nhằm chuẩn bị để tham gia vào Chiến dịch Downfall, kế hoạch đổ bộ sau cùng lên các đảo chính quốc Nhật Bản. Tuy nhiên do Nhật Bản đã chấp nhận đầu hàng vào ngày 15 tháng 8 giúp kết thúc cuộc xung đột, kế hoạch này bị hủy bỏ.

### Sau chiến tranh
Weber quay trở lại khu vực quần đảo Ryukyu vào ngày 21 tháng 8, trình diện cùng Lực lượng Đặc nhiệm 95 để chuẩn bị tham gia phục vụ cùng lực lượng chiếm đóng Nhật Bản. Nó hoạt động huấn luyện cùng lực lượng đặc nhiệm tại Okinawa cho đến ngày 7 tháng 9, khi được điều động sang Lực lượng Đặc nhiệm 55, rồi cùng Đơn vị Đặc nhiệm 55.7.1 lên đường vào ngày 10 tháng 9 để hướng sang Nhật Bản. Đi đến Nagasaki vào ngày hôm sau, nó phục vụ cho việc di tản các cựu tù binh chiến tranh Đồng Minh trong hai tuần lễ,hoàn tất nhiệm vụ vào ngày 23 tháng 9 và quay trở lại Okinawa vào ngày 25 tháng 9.
Lên đường vào ngày 7 tháng 10, Weber hộ tống một đoàn tàu vận chuyển lực lượng Thủy quân Lục chiến làm nhiệm vụ chiếm đóng hướng đến Thanh Đảo và Đại Cô Khẩu ở phía Bắc Trung Quốc. Tuy nhiên cơn bão Louise đã làm phân tán đoàn tàu và gây hư hại cho các con tàu, buộc Weber phải hộ tống những chiếc bị hư hại nặng nhất quay trở lại Okinawa. Nó quay trở lại cùng đoàn tàu để hộ tống những chiếc còn lại đến được Đại Cô Khẩu vào ngày 16 tháng 10. Con tàu khởi hành vào ngày hôm sau để hộ tống hai tàu buôn đi Okinawa, rồi tách ra để độc lập hướng đến Philippines. Đi đến Manila vào ngày 23 tháng 10, nó tiễn khoảng 100 hành khách rời tàu rồi lên đường quay trở lại Trung Quốc. Trong tháng 11, nó làm nhiệm vụ vận chuyển binh lính phe Quốc dân Đảng từ Hong Kong đến miền Bắc Trung Quốc.
Hoàn tất nhiệm vụ này tại Thanh Đảo vào ngày 25 tháng 11, Weber lên đường quay trở về Hoa Kỳ. Đi ngang qua Okinawa, Guam và Eniwetok, nó có chặng dừng tại Trân Châu Cảng từ ngày 13 đến ngày 16 tháng 12 trước khi tiếp tục hành trình, về đến San Diego vào ngày 22 tháng 12. Nó lại lên đường để đi sang vùngbờ Đông, băng qua kênh đào Panama từ ngày 7 đến ngày 9 tháng 1, 1946, và đi đến Xưởng hải quân New York vào ngày 15 tháng 1. Được đại tu để chuẩn bị ngừng hoạt động, nó rời New York vào ngày 18 tháng 2, ghé qua Norfolk, Virginia trong hai ngày trước khi đi đến Green Cove Springs, Florida vào ngày 23 tháng 2, nơi nó trình diện cùng Hạm đội Dự bị Đại Tây Dương.
Weber được cho xuất biên chế vào ngày tháng 1, 1947; con tàu bị bỏ không và không bao giờ được đưa ra hoạt động trở lại. Tên nó được cho rút khỏi danh sách Đăng bạ Hải quân vào ngày 1 tháng 6, 1960, và nó được sử dụng làm mục tiêu thực hành, bị đánh chìm bởi tên lửa không đối đất AGM-12 Bullpup vào ngày 15 tháng 7, 1962.

## Phần thưởng
Weber được tặng thưởng một Ngôi sao Chiến trận do thành tích phục vụ trong Thế Chiến II.
|  |             |  |
|  | Bronze star |  |
|  |             |  |

| Huân chương Phục vụ Trung Hoa        |                                                                         |                                                    |
| Huân chương Chiến dịch Hoa Kỳ        | Huân chương Chiến dịch Châu Á-Thái Bình Dương với 1 Ngôi sao Chiến trận | Huân chương Chiến dịch Châu Âu-Châu Phi-Trung Đông |
| Huân chương Chiến thắng Thế Chiến II | Huân chương Phục vụ Chiếm đóng Hải quân                                 | Huân chương Giải phóng Philippine (Philippine)     |